# Skam España
Skam España es una serie de televisión española sobre la vida cotidiana de un grupo de adolescentes. Adaptación de la serie noruega Skam, la versión española sigue el formato de la original adaptándose a la situación de los jóvenes españoles. Producida por Zeppelin TV (Endemol Shine Iberia), se estrenó el 16 de septiembre de 2018 en la plataforma de pago Movistar+.

## Historia
En octubre de 2017 Movistar+ adquirió los derechos de la serie para su producción en España y en mayo de 2018 anunció que ya grababa la serie junto con la productora responsable de la adaptación, Zeppelin TV. En unas declaraciones de Domingo Corral, director de ficción original de Movistar+, anunció que la serie no seguiría el modelo de emisión tradicional al igual que la serie original noruega en la que se basa: "Cada día son como cuatro o cinco minutos que se suben a las redes, y que en principio se podrán ver en abierto, y después, el viernes o sábado de esa semana, se monta el episodio. Y va siguiendo el curso escolar". También comentó que la trama estaría adaptada a la cultura española.
El 4 de septiembre la plataforma estrenó en redes un teaser de la serie y el 8 de septiembre se lanzó el tráiler. El 9 de septiembre por la tarde se publicó el primer clip, donde los personajes principales hablan acerca del comienzo de las clases al día siguiente. El día 5 de marzo de 2019 la serie publicó a través de su página web, el teaser de la segunda temporada anunciando que la protagonista sería el personaje de Cristina, por lo que SKAM España es el primero en poner como principal a un personaje que no corresponde a los originales de la versión noruega. El día 16 de diciembre de 2019 se publicó en la página web de la serie el teaser de la tercera temporada, en la cual la protagonista sería Nora Grace. Más tarde, el día 28 de diciembre de 2019 se reveló también que Viri sería la coprotagonista de la tercera temporada. Unos días más tarde del final de la tercera temporada, el 8 de marzo de 2020, se anunció el estreno de la cuarta temporada que sería protagonizada por Amira. La cuarta temporada se estrenó el 6 de septiembre de 2020 en la plataforma de Movistar+, al igual que las anteriores, y el último episodio fue publicado el 25 de octubre de 2020, concluyendo con la serie.

## Reparto
| Interpretado por       | Personaje              | Temporada              | Temporada              | Temporada              | Temporada              |                        |
| Interpretado por       | Personaje              | 1                      | 2                      | 3                      | 4                      |                        |
| Personajes principales | Personajes principales | Personajes principales | Personajes principales | Personajes principales | Personajes principales | Personajes principales |
| ---------------------- | ---------------------- | ---------------------- | ---------------------- | ---------------------- | ---------------------- | ---------------------- |
| Alba Planas            | Eva María Vázquez      | Central                | Principal              | Principal              | Principal              |                        |
| Irene Ferreiro         | Cristina "Cris" Soto   | Principal              | Central                | Principal              | Principal              |                        |
| Nicole Wallace         | Nora Amalia Grace      | Principal              | Principal              | Central                | Principal              |                        |
| Celia Monedero         | Elvira "Viri" Gómez    | Principal              | Principal              | Central                | Principal              |                        |
| Hajar Brown            | Amira Naybet           | Principal              | Principal              | Principal              | Central                |                        |
| Alejandro Reina        | Lucas Rubio            | Principal              | Principal              | Recurrente             | Principal              |                        |
| Tomy Aguilera          | Jorge Crespo           | Principal              | Recurrente             | Principal              | Recurrente             |                        |
| Rizha                  | Joana Bianchi          |                        | Principal              | Recurrente             | Principal              |                        |
| Fernando Lindez        | Alejandro Beltrán      | Principal              | Recurrente             | Principal              | Principal              |                        |
| Álex Villazán          | Miquel Pombo           |                        |                        | Principal              |                        |                        |
| Álvaro Cobas           | Hugo Centeneo          | Recurrente             | Recurrente             | Principal              | Recurrente             |                        |
| Lucas Nabor            | Dani Soto              |                        | Principal              | Recurrente             | Principal              |                        |
| Gonzalo Pendolema      | Dylan                  | Recurrente             | Recurrente             | Recurrente             | Recurrente             |                        |
| Sofian Elben           | Kassim Hamed           |                        |                        |                        | Principal              |                        |
| Ruth Bosser            | Inés Serrano           | Recurrente             | Recurrente             |                        | Recurrente             |                        |
| Gabriel Guevara        | Cristian Miralles      | Recurrente             | Recurrente             |                        |                        |                        |
| Paula Vicente          | Emma Grace             |                        |                        | Principal              |                        |                        |
| Mariam Merrouni        | Dounia Hamed           |                        |                        |                        | Recurrente             |                        |
| Claudia Rosset         | Lara Louzan            | Recurrente             |                        |                        | Recurrente             |                        |
| Sara Periacho          | Alicia                 | Recurrente             |                        |                        |                        |                        |
| Guille Guibbs          | Eloy                   |                        | Recurrente             |                        |                        |                        |
| Iván Sanchez           | Rubén                  |                        | Recurrente             |                        | Recurrente             |                        |
| Aicha Martinez         | Elena                  |                        |                        |                        | Recurrente             |                        |
| Nadia Bettahar         | Noor                   |                        |                        |                        | Recurrente             |                        |

## Temporadas y episodios
| Temporada | Temporada | Protagonista | Episodios | Estreno                  | Final                 |
| --------- | --------- | ------------ | --------- | ------------------------ | --------------------- |
|           | 1         | Eva          | 11        | 16 de septiembre de 2018 | 1 de enero de 2019    |
|           | 2         | Cris         | 10        | 1 de abril de 2019       | 2 de junio de 2019    |
|           | 3         | Nora y Viri  | 9         | 12 de enero de 2020      | 8 de marzo de 2020    |
|           | 4         | Amira        | 8         | 6 de septiembre de 2020  | 25 de octubre de 2020 |
| Total     | Total     | Total        | 38        | 16 de septiembre de 2018 | 25 de octubre de 2020 |

### 1.ª Temporada: Eva
La primera temporada de SKAM se centra en Eva. Durante el verano ha vivido su amor con su novio Jorge a solas, pero llega el primer día de clase y Eva tiene que enfrentarse al rechazo de las que eran sus amigas de toda la vida. No sabe dónde encontrar un grupo donde se sienta integrada. La historia trata sobre la desconfianza, el feminismo, el cyberbullying, el rechazo de las amistades, la dependencia personal, las relaciones tóxicas y la amistad.
El episodio doce de la temporada fue un especial adicional a la primera temporada mostrando a los personajes recibiendo el año nuevo tras el final original de la serie.
| N.º (serie) | N.º (temp.) | Título                    | Director(es)                       | Guionista(s)        | Fecha de emisión         |
| ----------- | ----------- | ------------------------- | ---------------------------------- | ------------------- | ------------------------ |
| 1           | 1           | «Las raras del instituto» | Begoña Álvarez y José Ramón Ayerra | Estíbaliz Burgaleta | 16 de septiembre de 2018 |
| 2           | 2           | «Hay lío»                 | Begoña Álvarez y José Ramón Ayerra | Jon de la Cuesta    | 23 de septiembre de 2018 |
| 3           | 3           | «Enséñame tu móvil»       | Begoña Álvarez y José Ramón Ayerra | Beatriz Arias       | 30 de septiembre de 2018 |
| 4           | 4           | «Verdad o atrevimiento»   | Begoña Álvarez y José Ramón Ayerra | Beatriz Arias       | 7 de octubre de 2018     |
| 5           | 5           | «¿Y cómo soy?»            | Begoña Álvarez y José Ramón Ayerra | Jon de la Cuesta    | 14 de octubre de 2018    |
| 6           | 6           | «Siempre enfadados»       | Begoña Álvarez y José Ramón Ayerra | Beatriz Arias       | 21 de octubre de 2018    |
| 7           | 7           | «Hecha una caca»          | Begoña Álvarez y José Ramón Ayerra | Jon de la Cuesta    | 28 de octubre de 2018    |
| 8           | 8           | «La verdad por delante»   | Begoña Álvarez y José Ramón Ayerra | Beatriz Arias       | 4 de noviembre de 2018   |
| 9           | 9           | «Eva la bruja»            | Begoña Álvarez y José Ramón Ayerra | Jon de la Cuesta    | 11 de noviembre de 2018  |
| 10          | 10          | «A nadie le importa»      | Begoña Álvarez y José Ramón Ayerra | Beatriz Arias       | 10 de noviembre de 2018  |
| 11          | 11          | «Fin»                     | Begoña Álvarez y José Ramón Ayerra | Jon de la Cuesta    | 25 de noviembre de 2018  |
| 12          | 12          | «¡Feliz año!»             | Begoña Álvarez y José Ramón Ayerra | —                   | 1 de enero de 2019       |

### 2.ª Temporada: Cris
La segunda temporada de SKAM se centró en el personaje de Cristina "Cris" Soto. La trama de la temporada tomó el rumbo de Isak de la versión original pero habló del tema de la bisexualidad, exploración de la identidad, problemas paternos y cómo es vivir con trastorno límite de la personalidad (TLP).
| N.º (serie) | N.º (temp.) | Título              | Director(es)                       | Guionista(s)        | Fecha de emisión    |
| ----------- | ----------- | ------------------- | ---------------------------------- | ------------------- | ------------------- |
| 13          | 1           | «Éxtasis»           | Begoña Álvarez y José Ramón Ayerra | Estíbaliz Burgaleta | 1 de abril de 2019  |
| 14          | 2           | «Ojos de sapo»      | Begoña Álvarez y José Ramón Ayerra | Beatriz Arias       | 7 de abril de 2019  |
| 15          | 3           | «Perdida»           | Begoña Álvarez y José Ramón Ayerra | Jon de la Cuesta    | 14 de abril de 2019 |
| 16          | 4           | «Deseando nadar»    | Begoña Álvarez y José Ramón Ayerra | Estíbaliz Burgaleta | 21 de abril de 2019 |
| 17          | 5           | «Puñetazo»          | Begoña Álvarez y José Ramón Ayerra | Jon de la Cuesta    | 28 de abril de 2019 |
| 18          | 6           | «¿Eres lesbiana?»   | Begoña Álvarez y José Ramón Ayerra | Beatriz Arias       | 5 de mayo de 2019   |
| 19          | 7           | «Desconocida»       | Begoña Álvarez y José Ramón Ayerra | Jon de la Cuesta    | 12 de mayo de 2019  |
| 20          | 8           | «Cobarde»           | Begoña Álvarez y José Ramón Ayerra | Beatriz Arias       | 19 de mayo de 2019  |
| 21          | 9           | «No puedo evitarlo» | Begoña Álvarez y José Ramón Ayerra | Jon de la Cuesta    | 26 de mayo de 2019  |
| 22          | 10          | «Minuto a minuto»   | Begoña Álvarez y José Ramón Ayerra | Beatriz Arias       | 2 de junio de 2019  |

### 3.ª Temporada: Nora y Viri
La tercera temporada de SKAM se centra en Nora y Viri. El anuncio oficial se dio mediante la página oficial de la serie y a través de Movistar+ con el tráiler anunciando su estreno para el 10 de enero de 2020. La trama principal de la temporada gira en torno a Nora. Por mucho que le guste Alejandro, una feminista con las ideas claras como ella no puede permitir que la maree un chico como él. Pero la seguridad de Nora es solo una apariencia. El 28 de diciembre, Movistar+ sacó mediante su plataforma un segundo tráiler en reversa teniendo como protagonista a Viri. Al día siguiente, se confirmó que ella sería coprotagonista de la tercera temporada. Su trama está enfocada en los problemas que viven los adolescentes que fueron afectados por la crisis económica española además de las consecuencias que dejan las relaciones tóxicas y la sextorsión o extorsión sexual.
| N.º (serie) | N.º (temp.) | Título                              | Director(es)                       | Guionista(s)        | Fecha de emisión      |
| ----------- | ----------- | ----------------------------------- | ---------------------------------- | ------------------- | --------------------- |
| 23          | 1           | «Fuckboy»                           | Begoña Álvarez y José Ramón Ayerra | Estíbaliz Burgaleta | 12 de enero de 2020   |
| 24          | 2           | «No se lo cuentes a nadie»          | Begoña Álvarez y José Ramón Ayerra | —                   | 19 de enero de 2020   |
| 25          | 3           | «Lo de Viri»                        | Begoña Álvarez y José Ramón Ayerra | —                   | 26 de enero de 2020   |
| 26          | 4           | «La persona y el momento adecuado»  | Begoña Álvarez y José Ramón Ayerra | —                   | 2 de febrero de 2020  |
| 27          | 5           | «El concierto»                      | Begoña Álvarez y José Ramón Ayerra | —                   | 9 de febrero de 2020  |
| 28          | 6           | «¿Qué he hecho?»                    | Begoña Álvarez y José Ramón Ayerra | —                   | 16 de febrero de 2020 |
| 29          | 7           | «¿En serio no te acuerdas de nada?» | Begoña Álvarez y José Ramón Ayerra | —                   | 23 de febrero de 2020 |
| 30          | 8           | «La Nora que me gustaba»            | Begoña Álvarez y José Ramón Ayerra | —                   | 1 de marzo de 2020    |
| 31          | 9           | «¿Existen los finales felices?»     | Begoña Álvarez y José Ramón Ayerra | —                   | 8 de marzo de 2020    |

### 4.ª Temporada: Amira
La cuarta temporada de SKAM España fue la última y tiene como protagonista a Amira. En esta temporada se muestra la vida que lleva Amira, una estudiante musulmana de segundo de Bachillerato que es fiel con sus creencias y costumbres, y a la que los demás miran diferente por llevar hijab. Además, en esta temporada se tratan temas tan importantes como la islamofobia, la identidad cultural, el periodo final de Bachillerato, la graduación y la prueba de selectividad para el ingreso a la universidad.
| N.º (serie) | N.º (temp.) | Título                            | Director(es)                       | Guionista(s)        | Fecha de emisión         |
| ----------- | ----------- | --------------------------------- | ---------------------------------- | ------------------- | ------------------------ |
| 32          | 1           | «Entre dos mundos»                | Begoña Álvarez y José Ramón Ayerra | Estíbaliz Burgaleta | 6 de septiembre de 2020  |
| 33          | 2           | «No llevo el coche»               | Begoña Álvarez y José Ramón Ayerra | Beatriz Arias       | 13 de septiembre de 2020 |
| 34          | 3           | «Seguro que Alá lo entiende»      | Begoña Álvarez y José Ramón Ayerra | —                   | 20 de septiembre de 2020 |
| 35          | 4           | «Nunca es por odio»               | Begoña Álvarez y José Ramón Ayerra | —                   | 27 de septiembre de 2020 |
| 36          | 5           | «Ramadán kareem»                  | Begoña Álvarez y José Ramón Ayerra | —                   | 4 de octubre de 2020     |
| 37          | 6           | «La mora del instituto»           | Begoña Álvarez y José Ramón Ayerra | —                   | 11 de octubre de 2020    |
| 38          | 7           | «Ya no sé nada»                   | Begoña Álvarez y José Ramón Ayerra | —                   | 18 de octubre de 2020    |
| 39          | 8           | «A veces querer no es suficiente» | Begoña Álvarez y José Ramón Ayerra | —                   | 25 de octubre de 2020    |

## Webgrafía
- Ficha técnica de la serie: http://www.sensacine.com/series/serie-24116/

- AbcPlay, Series, publicado el 9 de marzo de 2020 «Relación tóxica, extorsión sexual y violación: claves de la temporada más reivindicativa de 'Skam España'» https://www.abc.es/play/series/noticias/abci-skam-espana-relacion-toxica-extorsion-sexual-y-violacion-claves-temporada-mas-reivindicativa-skam-espana-202003091055_noticia.html. Consultado el 22 de marzo de 2020

- AbcPlay, Series, publicado el 10 de marzo de 2020 «Por qué la tercera temporada de 'Skam España' ha tenido dos protagonistas»  https://www.abc.es/play/series/noticias/abci-tercera-temporada-skam-espana-tenido-protagonistas-202003100135_noticia.html Consultado el 22 de marzo de 2020

- AbcPlay, Series, publicado el 13 de marzo de 2020 «Cuarta y última temporada de 'Skam España': quién es su nueva protagonista y cuándo se estrena» https://www.abc.es/play/series/noticias/abci-cuarta-y-ultima-temporada-skam-espana-quien-nueva-protagonista-y-cuando-estrena-202003111509_noticia.html Consultado el 22 de marzo de 2020

- Datos: Q56615223